# Simfonia núm. 3 (Schmidt)
La Simfonia en la major per a gran orquestra és la tercera simfonia del compositor Franz Schmidt. Va ser escrita entre 1927 i 1928 i es va estrenar el 2 de desembre de 1928 al Musikverein amb l'Orquestra Filharmònica de Viena, a qui anava dedicada, sota la direcció de Franz Schalk.

## Moviments
1. Allegro molt moderato
2. Adagio
3. Scherzo. Allegro vivace
  - Trio. Molto più tranquillo
4. Lento

La durada és d'aproximadament 55 minuts.

## Anàlisi
D'acord amb els termes i condicions del Concurs Schubert, Schmidt va tornar en la seva Tercera a la forma clàssica de quatre moviments que el mateix Franz Schubert va conrear seguint a Wolfgang Amadeus Mozart i Joseph Haydn. El primer moviment (Allegro molto moderato, la major, 3/4) té una sensació bucòlica i suau i està construït en una forma clara de sonata. El segon moviment, un Adagio (re menor, 4/4), és una de les creacions més profundes de Schmidt - fascinant per la sofisticació harmònica amb què el tema diatònic essencialment senzill és sotmès a audaces divagacions tonals - i algunes erupcions entusiastes i expressives. La repetició és màgica, en la qual la melodia està envoltada de delicades figures de clarinet.
L'Scherzo (la major, Allegro vivace, 3/4) i el Finale (la menor/la major Lento – Allegro vivace, 4/4) semblen ser portats d'una gran inquietud. Tant el tema Ländler del tercer moviment, així com la idea principal que emergeix d'una introducció pausada i reflexiva, amb un tema secundari més lleuger al final, tots construïts sobre constants patrons de baix. Només al final torna l'obra al to alegre de l'inici de la simfonia. Tot i això, la serenitat inicial sembla haver esdevingut un optimisme afirmatiu.